# The Outrun
Pour les articles homonymes, voir Outrun.
Pour plus de détails, voir Fiche technique et Distribution.
The Outrun est un film dramatique britannico-allemand écrit et réalisé par Nora Fingscheidt, sorti en 2024.
Le film est basé sur les mémoires du même nom de 2016 d'Amy Liptrot (en), également scénariste. Le film met en vedette Saoirse Ronan qui produit également le film.

## Synopsis
L'histoire est racontée de manière non linéaire. Rona, une jeune femme récemment sortie d'une cure de désintoxication pour alcoolisme, rentre chez elle dans les îles Orcades en Écosse, où ses parents, originaires d'Angleterre, sont séparés. En alternance, elle aide son père dans sa ferme et rencontre les amis religieux de sa mère. Dans des flashbacks, on voit la vie antérieure de Rona, étudiante diplômée en biologie à Londres, trouvant la liberté dans les boîtes de nuit et rencontrant un petit ami sérieux, Daynin. Cependant, la consommation d'alcool de Rona tourne à l'alcoolisme, causant des problèmes dans sa relation et des blessures involontaires. Daynin finit par la quitter. Un soir, elle est agressée alors qu'elle est ivre. Peu après, elle entre en cure de désintoxication et suit un programme de désintoxication de 90 jours.
De retour aux Orcades, Rona a du mal à se rapprocher des autres. Elle décide de retourner à Londres, mais sur le ferry, elle ressent une envie irrésistible de boire et abandonne son projet de départ. Elle accepte un emploi à la Société royale pour la protection des oiseaux, qui l'amène à rechercher un Roi caille, une espèce rare, en écoutant son cri distinctif. Le père de Rona souffre de troubles bipolaires et lorsqu'elle le rencontre dans un état dépressif et sans réaction, elle goûte à son verre de vin abandonné, ce qui provoque une brève rechute. Peu après, Rona trouve un emploi auprès de la RSPB sur l'île isolée de Papa Westray, qui abrite une minuscule communauté. Vivant seule, elle noue des liens avec d'autres habitants de l'île, dont un compagnon alcoolique qui tient l'épicerie. Au cours d'un hiver venteux, elle s'intéresse à la biologie des algues et se sent mieux. Alors qu'elle s'apprête à partir au printemps, elle entend pour la première fois l'appel d'un Roi caille et rit de plaisir.

## Fiche technique
Sauf indication contraire, les informations mentionnées dans cette section peuvent être confirmées par la base de données cinématographiques IMDb,  présente dans la section « Liens externes ».
- Titre original : The Outrun
- Réalisation : Nora Fingscheidt
- Scénario : Nora Fingscheidt, Amy Liptrot (en), d'après ses mémoires
- Photographie : Yunus Roy Imer
- Montage : Stephan Bechinger
- Musique : John Gürtler, Jan Miserre
- Costumes : Grace Snell
- Production : Sarah Brocklehurst, Jack Lowden, Saoirse Ronan
- Direction artistique : Heather Donnelly
- Pays de production : Royaume-Uni, Allemagne
- Langue originale : anglais
- Format : couleur
- Genre : drame
- Durée : 118 minutes
- Dates de sortie : 
  - États-Unis : 19 janvier 2024 (Festival du film de Sundance)
  - Royaume-Uni : 26 janvier 2024
  - Allemagne : 17 février 2024 (Berlinale)
  - France : 2 octobre 2024

## Distribution
- Saskia Reeves : Annie
- Saoirse Ronan : Rona
- Paapa Essiedu : Daynin
- Stephen Dillane : Andrew
- Lauren Lyle : Julie
- Naomi Wirthner : Amanda

## Production
En janvier 2022, il a été annoncé que Nora Fingscheidt réaliserait une adaptation cinématographique des mémoires d'Amy Liptrot (en) The Outrun, avec Saoirse Ronan prête à jouer et à produire le projet et Fingscheidt et Liptrot écrivant le scénario. La production a commencé aux Orcades en août 2022.

## Sortie
StudioCanal sortira le film au Royaume-Uni, en France, en Allemagne et en Autriche. Protagonist Pictures supervisera les ventes mondiales du film.
Le film est présenté en janvier en première au Festival du film de Sundance 2024. Il est également projeté au 74e Festival international du film de Berlin dans la section Panorama en février 2024.

### Accueil critique
En France, le site Allociné donne une moyenne de 3,5⁄5, d'après l'interprétation de 15 critiques de presse.